# Asiohahnia dzhungarica
Asiohahnia dzhungarica är en spindelart som beskrevs av S. V. Ovtchinnikov 1992. Asiohahnia dzhungarica ingår i släktet Asiohahnia och familjen panflöjtsspindlar.
Artens utbredningsområde är Kazakstan. Inga underarter finns listade.